# Alte Burg (Holte)
Die Alte Burg ist eine abgegangene Burg westlich der Kirche von Holte in der Gemeinde Bissendorf  im Landkreis Osnabrück in Niedersachsen.

## Geschichte
Die frühe Phase der „Alten Burg“, eines Adelssitzes aus der Zeit um 1000, ist bisher nur archäologisch erfasst. In der Überlieferung zur Holter Burg, der Höhenburg der Edelherren von Holte, heißt es, dass nach deren Zerstörung im Jahr 1144 sich die Edlen von Holte wieder auf ihrem alten Burgplatz, der Alten Burg, niedergelassen hätten. Allerdings sprechen die dortigen Ausgrabungen für ein deutlich späteres Ende der Burganlage, die Überlieferung kann somit nicht als zuverlässig angesehen werden. Eine Nutzung der Alten Burg als befestigter Adelssitz in der zweiten Hälfte des 12. Jahrhunderts ist somit weder archäologisch noch historisch belegt. Zwischen 1245 und 1248 ist am Ort der Alten Burg durch Hermann von Holte eine Klosteranlage gegründet worden, die 1287 nach Osnabrück verlegt wurde. Der Charakter der darauf folgenden Nutzung des Platzes, die nach den Funden bis ins 15. Jh. dauerte, ist bislang unklar.

## Beschreibung
Die Burg zeichnet sich als ovales Plateau von ca. 55 × 35 m Größe und 2,5–3,5 m Höhe ab. An der Ostseite ist ein Teil des Hügels beim Straßenbau abgetragen worden. Auch haben angeblich die Vorbesitzer des angrenzenden Hofs im südlichen Bereich des Hügels Erde abgetragen, wobei festes Mauerwerk zu Vorschein gekommen sein soll. Bei den 1952 durchgeführten Ausgrabungen stellte man fest, dass es sich bei dem Plateau ursprünglich um einen natürlichen Geländevorsprung in nordwestliche Richtung handelt, der durch einen ca. 2,80 m breiten Graben abgetrennt war. Die Frage, ob er den gesamten Burgplatz umgab, blieb ungeklärt. Nach Aussage des Hofbesitzers soll ein zweiter, 4 m breiter Graben im 19. Jahrhundert verfüllt worden sein. Bei der Ausgrabung wurden mehrere Mauern aufgefunden, die zu massiven Gebäuden und einer 2,30 m breiten Wehrmauer gehörten. Es ist aber unklar, ob diese Mauern zur Burg oder zu dem an ihrem Platz gegründeten Kloster gehörten. 